# Граф Вонга
Граф Вонга — 5-регулярный неориентированный граф с 30 вершинами и 75 рёбрами. Граф является одной из четырёх (5,5)-клеток, другие три — клетка Фостера, граф Мерингера и граф Робертсона — Вегнера.
Подобно (не связанному с этим графом) графу Харриса — Вонга, граф назван именем Пака-Кена Вонга.
Граф имеет хроматическое число 4, диаметр 3 и он вершинно 5-связен.

## Алгебраические свойства
Характеристический многочлен графа равен
{\displaystyle (x-5)(x+1)^{2}(x^{2}-5)^{3}(x-1)^{5}(x^{2}+x-5)^{8}.}